# 神代學園幻光録 クル・ヌ・ギ・ア
『神代學園幻光録 クル・ヌ・ギ・ア』（かみよりがくえんげんこうろく クル ヌ ギ ア）は2008年10月9日にアイディアファクトリーが開発・販売したPlayStation 2用のロールプレイングゲーム。監修はアスミック・エースで、この作品を最後にアスミック・エースはゲーム事業から撤退した。

## 概要
100年に一度、舞台となる町の神代町に起こる“カミヨリ”を巡り、現代と大正時代で繰り広げられる物語。
現代と大正時代に1人ずつ存在する主人公が、妖魔達と戦うことになる。

## ゲームシステム
戦闘はターン制で行われ、入れ替え可能のスキルを持ち運ぶシステムも採用されている。
その場に応じて「喜・怒・哀・楽」で答える「フィーリングシステム」が存在するが、ゲーム本編の進行との関係はほぼ無きに等しい。

## 登場人物

### 現代編
司摩 始（しま はじめ）
声 - 佐伯直人
このゲームの男主人公。名前はデフォルトネームであり、ゲーム開始時に自由に変更可能。
神代學園高等学校2年生。17歳。両親が海外で働いているため、妹の誄と二人暮し。
幼馴染の航にいつも振り回されている。
望月 航（もちづき わたる）
声 - 千葉優輝
神代學園高等学校2年生。17歳。
始の幼馴染の男子。抜け目が無くお調子者であり、勉強が嫌いで無茶ばかりする性格。
主人公二人で、神代町の噂話を検証する「検証部」を創立し、活動を行っている。
司摩 誄（しま るい）
声 - 羽月理恵
神代學園高等学校1年生で始の妹。16歳。
人懐っこい常識人であり、航から惚れられている。
料理が得意だが、いつも作る量が多い。
御堂 篤（みどう あつし）
声 - 鈴木達央
マサク・マヴディルのメンバー。17歳。
熱血かつ純情であり、突き放す言動が多いようでいてその実面倒見が良い。
円とは反りが合わず、犬猿の仲。
三島 鏡子（みしま きょうこ）
声 - 高橋あみか
マサク・マヴディルのメンバー。18歳。
冗談好きでナンパを趣味とする、美人でスタイル抜群な女子。
日本 円（ひのもと まどか）
声 - 鳥海浩輔
マサク・マヴディルのメンバー。18歳。
篤と鏡子のまとめ役で、超人的な力を持つ。
"カミヨリ"を食い止めるために神代町に来た。
夜空 満月（よぞら みちる）
声 - うえだ星子
マサク・マヴディルのメンバー。三日月の双子の姉。15歳。
無自覚に人を食った態度を取る、金と味噌ラーメンが好きな女の子。
双子の弟、三日月とはいつでも一緒に行動している。
神代町には「伯爵」の指示で渋々来た。
夜空 三日月（よぞら かける）
声 - 三宅淳一
マサク・マヴディルのメンバー。満月の双子の弟。15歳。
満月と同様に無自覚に人を食った態度を取る。好きなものは金とチャーシューメン。
いつも満月に追随しており、台詞の大半は満月の台詞の復唱。

### 大正編
岡野 陽子（おかの ようこ）
声 - 板東愛
このゲームの女主人公。名前はデフォルトネームであり、ゲーム開始時に自由に変更可能。
花嫁修業のために勉学と家事に励む神代女学院の生徒。17歳。
妖魔に襲われ、それがきっかけとなりマサク・マヴデヰル（現代編のマサク・マヴディルに相当）へと入る事になる。
不破 良（ふわ りょう）
声 - 笹田貴之
マサク・マヴデヰルのメンバー。17歳。
唐突な話をしたり、独特のセリフ回しをしたりするのが特徴。
聖 恭介（ひじり きょうすけ）
声 - 里見圭一郎
マサク・マヴデヰルのメンバー。16歳。
悪ぶった不良風の男子。妖魔と戦う能力を、自身を拾ったファウストに認められ、マサク・マヴデヰルに入る。
ノイン・シュルツ
声 - 藤井啓輔
マサク・マヴデヰルのメンバー。独逸出身で、尊敬するファウストと共に、日本に渡ってきた。
良と恭介のまとめ役をしている。
ルートによっては陽子のために命を落とす。

## 関連商品
- サウンドトラック - 「神代學園幻光録 クル・ヌ・ギ・ア」オリジナルサウンドトラック-音楽篇- 2009年10月28日発売[2]。